# Campeonato Femenino de la Concacaf de 2022
El Campeonato Femenino de la Concacaf de 2022 (en inglés: 2022 CONCACAF Women's Championship) fue la undécima edición del torneo organizado por la Concacaf entre Selecciones nacionales femeninas. El torneo final se jugó en la ciudad de Monterrey, México del 4 al 18 de julio de 2022.
El torneo sirvió como clasificación para la Copa Mundial Femenina de Fútbol de 2023 y al Torneo Olímpico de fútbol femenino de París 2024, así como para el nuevo torneo continental, la Copa Oro de la Concacaf, cuya primera edición se llevará a cabo en 2024.
La Concacaf dispone de 4 plazas directas al Mundial femenino de Australia/Nueva Zelanda 2023 y 2 más al Repechaje intercontinental. Para los Juegos Olímpicos, 2 equipos clasificarán y serán los representantes de la confederación.

## Formato
El Campeonato Concacaf W de 2022 está conformado por 2 fases: 
- Fase preliminar: Clasificatoria Concacaf W 2022

30 selecciones se dividirán en 6 grupos de 5 equipos, los ganadores de cada grupo avanzarán al torneo final. Este se realizaría en las fechas FIFA de noviembre de 2021 y abril de 2022, donde cada selección jugará dos partidos como local y dos como visitante. Posteriormente, el inicio de la eliminatoria se postergó para comenzar en la Fecha FIFA de febrero de 2022, sin afectar la actividad de la fecha FIFA de abril.
De las 41 selecciones nacionales de Concacaf, 9 no se han inscrito en la fase preliminar, las cuales son: Bahamas, Bonaire, Guadalupe, Guayana Francesa, Martinica, Montserrat, Saint-Martin, Santa Lucía y Sint Maarten.
- Fase final: Campeonato Concacaf W México 2022

8 equipos disputarán el torneo final. Estados Unidos y Canadá han clasificado automáticamente (debido a ser los mejores equipos de Concacaf en la Clasificación Mundial de la FIFA de julio de 2021), los 6 equipos restantes serán los ganadores de cada grupo de la Fase preliminar.
En la fase final, los mejores cuatro equipos clasificarán a la Copa Mundial Femenina de 2023, los mejores terceros lugares de grupo avanzarán al Torneo de Repesca Intercontinental.
El campeón absoluto clasificará directamente a los Juegos Olímpicos de París 2024 y a la Copa Oro W de 2024. A ambos torneos también clasificará el ganador del repechaje olímpico (disputado entre el subcampeón y el tercer lugar de la fase final).

## Fase preliminar

### Sorteo
El sorteo se realizó el día 21 de agosto de 2021 a las 15:00 (UTC-5) en Miami, Estados Unidos, sede de la CONCACAF. Los bombos fueron ordenados de acuerdo a la Clasificación Mundial Femenina de la FIFA de junio de 2021.
| Cabezas de serie                                                                       | Bombo 1                                                            | Bombo 2                                                             | Bombo 3                                                                                               | Bombo 4                                                                            |
| -------------------------------------------------------------------------------------- | ------------------------------------------------------------------ | ------------------------------------------------------------------- | --- | ---------------------------------------------------------------------------------- |
| México (A1) Costa Rica (B1) Jamaica (C1) Panamá (D1) Haití (E1) Trinidad y Tobago (F1) | Guatemala Guyana Cuba Puerto Rico República Dominicana El Salvador | Honduras Nicaragua Surinam San Cristóbal y Nieves Barbados Bermudas | San Vicente y las Granadinas Dominica Granada Islas Vírgenes Estadounidenses Belice Antigua y Barbuda | Curazao Aruba Anguila Islas Caimán Islas Turcas y Caicos Islas Vírgenes Británicas |

### Grupo A
| Equipo            | Pts | PJ | PG | PE | PP | GF | GC | Dif |
| ----------------- | --- | -- | -- | -- | -- | -- | -- | --- |
| México            | 12  | 4  | 4  | 0  | 0  | 34 | 0  | +34 |
| Puerto Rico       | 9   | 4  | 3  | 0  | 1  | 15 | 6  | +9  |
| Surinam           | 6   | 4  | 2  | 0  | 2  | 10 | 12 | -2  |
| Antigua y Barbuda | 3   | 4  | 1  | 0  | 3  | 2  | 17 | -15 |
| Anguila           | 0   | 4  | 0  | 0  | 4  | 0  | 26 | -26 |

| 16 de febrero de 2022 | Puerto Rico                                      | 4:0 (3:0)                     | Antigua y Barbuda | Estadio Centroamericano, Mayagüez |                          |
| 19:00 (UTC-4)         | - C. Torres 15', 45' - Suárez 22' - Socarrás 51' | FIFA Reporte CONCACAF Reporte |                   | Árbitra: Odette Hamilton          | Árbitra: Odette Hamilton |

| 17 de febrero de 2022 | México | 9:0 (4:0)                     | Surinam | Estadio Universitario, San Nicolás de los Garza |                          |
| 20:00 (UTC-6)         | - Mayor 9' - Martínez 24', 33' - Ondaan 45+2' (a.g.) - García 48' - Bernal 62' - Jaramillo 75' - Reyes 88' - Cervantes 89' | FIFA Reporte CONCACAF Reporte |         | Árbitra: Myriam Marcotte                        | Árbitra: Myriam Marcotte |

| 19 de febrero de 2022 | Anguila | 0:9 (0:4)                     | Puerto Rico | Raymond E. Guishard Technical Centre, The Valley |                           |
| 18:00 (UTC-4)         |         | FIFA Reporte CONCACAF Reporte | - 7' (a.g.) S. Richardson - 37', 57', 64', 71' Socarrás - 39' (a.g.) Carty - 42', 90+1' Driesse - 75' (pen.) Suárez | Árbitra: Francia González                        | Árbitra: Francia González |

| 20 de febrero de 2022 | Antigua y Barbuda | 0:8 (0:4)                     | México | Estadio Olímpico Félix Sánchez, Santo Domingo (República Dominicana) |                             |
| 17:00 (UTC-4)         |                   | FIFA Reporte CONCACAF Reporte | - 24', 33' (pen.) Mayor - 27' Bernal - 43' Cervantes - 61' Martínez - 64' Reyes - 76' Jaramillo - 90+6' Delgadillo | Árbitra: Ekaterina Koroleva                                          | Árbitra: Ekaterina Koroleva |

| 22 de febrero de 2022 | Surinam                                                          | 5:0 (2:0)                     | Anguila | Dr. Franklin Essed Stadion, Paramaribo |                           |
| 19:00 (UTC-3)         | - Van Ommeren 25', 38', 49' - Lantveld 57' - Banarsie 61' (pen.) | FIFA Reporte CONCACAF Reporte |         | Árbitra: Mayary Cartagena              | Árbitra: Mayary Cartagena |

| 6 de abril de 2022 | Antigua y Barbuda | 1:0 (1:0)                     | Anguila | Sir Vivian Richards Stadium, North Sound |                        |
| 16:00 (UTC-4)      | Jacobs 27'        | FIFA Reporte CONCACAF Reporte |         | Árbitra: Natalie Simon                   | Árbitra: Natalie Simon |

| 8 de abril de 2022 | Puerto Rico                  | 2:0 (1:0)                     | Surinam | Estadio Centroamericano, Mayagüez |                         |
| 19:30 (UTC-4)      | - Driesse 17' - Aguilera 66' | FIFA Reporte CONCACAF Reporte |         | Árbitra: Marjorie Ponce           | Árbitra: Marjorie Ponce |

| 9 de abril de 2022 | Anguila | 0:11 (0:4)                    | México | Raymond E. Guishard Technical Centre, The Valley |                      |
| 16:00 (UTC-5)      |         | FIFA Reporte CONCACAF Reporte | - 4', 8', 56' Cervantes - 15' Reyes - 39' Mayor - 53' Montero - 57', 68' Ordóñez - 63' López - 75' (pen.), 88' Martínez | Árbitra: Mirian León                             | Árbitra: Mirian León |

| 12 de abril de 2022 | Surinam                                                                                      | 5:1 (3:0)                     | Antigua y Barbuda   | Dr. Franklin Essed Stadion, Paramaribo |                         |
| 19:00 (UTC-3)       | - van Ommeren 27' (pen.) - Lantveld 34' (pen.) - Patra 36' - Ondaan 68' - Pique 90+4' (pen.) | FIFA Reporte CONCACAF Reporte | - 84' (pen.) Jacobs | Árbitra: Melissa Borjas                | Árbitra: Melissa Borjas |

| 12 de abril de 2022 | México                                                                          | 6:0 (3:0)                     | Puerto Rico | Estadio Nemesio Díez, Toluca |                          |
| 20:00 (UTC-5)       | - Ovalle 13', 51' - Martínez 15' - Delgadillo 19' - Ordóñez 55' - Sánchez 90+1' | FIFA Reporte CONCACAF Reporte |             | Árbitra: Marianela Araya     | Árbitra: Marianela Araya |

### Grupo B
| Equipo                         | Pts | PJ | PG | PE | PP | GF | GC | Dif |
| ------------------------------ | --- | -- | -- | -- | -- | -- | -- | --- |
| Costa Rica                     | 12  | 4  | 4  | 0  | 0  | 22 | 0  | +22 |
| San Cristóbal y Nieves         | 9   | 4  | 3  | 0  | 1  | 13 | 9  | +4  |
| Guatemala                      | 6   | 4  | 2  | 0  | 2  | 16 | 7  | +9  |
| Curazao                        | 3   | 4  | 1  | 0  | 3  | 2  | 15 | -13 |
| Islas Vírgenes Estadounidenses | 0   | 4  | 0  | 0  | 4  | 0  | 22 | -22 |

| 16 de febrero de 2022 | Guatemala                                                                                             | 9:0 (3:0)                     | Islas Vírgenes Estadounidenses | Estadio Pensativo, Antigua Guatemala |                     |
| 11:00 (UTC-6)         | - Ramírez 25', 43' - Álvarez 44', 50' - Solórzano 49', 66' - Texaj 56' - Monterroso 70' - Herrera 79' | FIFA Reporte CONCACAF Reporte |                                | Árbitra: Tori Penso                  | Árbitra: Tori Penso |

| 17 de febrero de 2022 | Costa Rica | 7:0 (3:0)                     | San Cristóbal y Nieves | Estadio Nacional, San José |                            |
| 19:00 (UTC-6)         | - Benavides 16', 54' - P. Chinchilla 45' - Venegas 45+3' - R. Rodríguez 58' - G. Villalobos 60' - Alvarado 90+7' (pen.) | FIFA Reporte CONCACAF Reporte |                        | Árbitra: Diana Pérez Borja | Árbitra: Diana Pérez Borja |

| 19 de febrero de 2022 | Curazao | 0:6 (0:3)                     | Guatemala                                                                          | Stadion Rignaal “Jean” Francisca, Willemstad |                         |
| 18:00 (UTC-4)         |         | FIFA Reporte CONCACAF Reporte | - 8' Aguilar - 32', 40' Monterroso - 63' Álvarez - 84' (pen.) Cruz - 89' Contreras | Árbitra: Karitza Guerra                      | Árbitra: Karitza Guerra |

| 20 de febrero de 2022 | Islas Vírgenes Estadounidenses | 0:6 (0:4)                     | Costa Rica                                                                                   | Bethlehem Soccer Stadium, Saint Croix |                       |
| 18:00 (UTC-4)         |                                | FIFA Reporte CONCACAF Reporte | - 5' (pen.) Alvarado - 17', 44' R. Rodríguez - 24' Venegas - 65' Herrera - 69' F. Villalobos | Árbitra: Katia García                 | Árbitra: Katia García |

| 22 de febrero de 2022 | San Cristóbal y Nieves                                      | 5:1 (3:1)                     | Curazao     | Estadio Olímpico Félix Sánchez, Santo Domingo (República Dominicana) |                      |
| 19:00 (UTC-4)         | - Stokes 2' - Browne 7' - Lawrence 23', 56' - Claxton 90+3' | FIFA Reporte CONCACAF Reporte | - 5' Hansen | Árbitra: Mirian León                                                 | Árbitra: Mirian León |

| 6 de abril de 2022 | Islas Vírgenes Estadounidenses | 0:1 (0:1)                     | Curazao    | Bethlehem Soccer Stadium, Saint Croix |                                |
| 16:00 (UTC-4)      |                                | FIFA Reporte CONCACAF Reporte | 23' Tokaay | Árbitra: Carissa Douglas-Jacob        | Árbitra: Carissa Douglas-Jacob |

| 8 de abril de 2022 | Guatemala | 1:2 (0:1)                     | San Cristóbal y Nieves                     | Estadio Pensativo, Antigua Guatemala |                               |
| 15:00 (UTC-6)      | Cruz 49'  | FIFA Reporte CONCACAF Reporte | - 20' (pen.) Bailey-Williams - 71' Claxton | Árbitra: Priscila Pérez Borja        | Árbitra: Priscila Pérez Borja |

| 9 de abril de 2022 | Curazao | 0:4 (0:2)                     | Costa Rica                                       | Stadion Rignaal “Jean” Francisca, Willemstad |                              |
| 19:00 (UTC-4)      |         | FIFA Reporte CONCACAF Reporte | - 22', 28', 64' R. Rodríguez - 57' P. Chinchilla | Árbitra: Carly Shaw-MacLaren                 | Árbitra: Carly Shaw-MacLaren |

| 12 de abril de 2022 | San Cristóbal y Nieves                                                                  | 6:0 (1:0)                     | Islas Vírgenes Estadounidenses | Warner Park Football Stadium, Basseterre |                          |
| 16:00 (UTC-4)       | - Stokes 21' - C. Uddenberg 51' - Springer 57' - Claxton 65' - Browne 77' (pen.), 90+3' | FIFA Reporte CONCACAF Reporte |                                | Árbitra: Neressa Goldson                 | Árbitra: Neressa Goldson |

| 12 de abril de 2022 | Costa Rica                                                       | 5:0 (2:0)                     | Guatemala | Estadio Nacional, San José |                          |
| 19:00 (UTC-6)       | - P. Chinchilla 5', 64' - Salas 29' - Granados 52' - S. Cruz 85' | FIFA Reporte CONCACAF Reporte |           | Árbitra: Odette Hamilton   | Árbitra: Odette Hamilton |

### Grupo C
| Equipo               | Pts | PJ | PG | PE | PP | GF | GC | Dif |
| -------------------- | --- | -- | -- | -- | -- | -- | -- | --- |
| Jamaica              | 12  | 4  | 4  | 0  | 0  | 24 | 2  | +22 |
| República Dominicana | 9   | 4  | 3  | 0  | 1  | 15 | 5  | +10 |
| Bermudas             | 6   | 4  | 2  | 0  | 2  | 11 | 5  | +6  |
| Islas Caimán         | 3   | 4  | 1  | 0  | 3  | 2  | 19 | -17 |
| Granada              | 0   | 4  | 0  | 0  | 4  | 1  | 23 | -22 |

| 16 de febrero de 2022 | República Dominicana                                                                   | 9:0 (4:0)                     | Granada | Estadio Olímpico Félix Sánchez, Santo Domingo |                         |
| 19:00 (UTC-4)         | - Oviedo 4', 12', 52' - Heyaime 6' - Lareo 9', 68' - Kara 49' - Santa 81' - Vargas 86' | FIFA Reporte CONCACAF Reporte |         | Árbitra: Tatiana Guzmán                       | Árbitra: Tatiana Guzmán |

| 17 de febrero de 2022 | Jamaica                                    | 4:0 (2:0)                     | Bermudas | Independence Park, Kingston |                         |
| 19:00 (UTC-5)         | - Brown 21' - Carter 30' - Shaw 80', 90+3' | FIFA Reporte CONCACAF Reporte |          | Árbitra: Astrid Gramajo     | Árbitra: Astrid Gramajo |

| 19 de febrero de 2022 | Islas Caimán | 0:4 (0:2)                     | República Dominicana                                       | Truman Bodden Sports Complex, George Town |                         |
| 15:00 (UTC-5)         |              | FIFA Reporte CONCACAF Reporte | - 21' (pen.) Lareo - 40' Oviedo - 66' Santa - 74' Dionicio | Árbitra: Crystal Sobers                   | Árbitra: Crystal Sobers |

| 20 de febrero de 2022 | Granada     | 1:6 (0:3)                     | Jamaica                                                      | Kirani James Athletic Stadium, Saint George's |                               |
| 17:00 (UTC-4)         | - Frank 52' | FIFA Reporte CONCACAF Reporte | - 28' Cameron - 42', 55' Brown - 45+5', 90' Shaw - 73' Keene | Árbitra: Priscila Pérez Borja                 | Árbitra: Priscila Pérez Borja |

| 22 de febrero de 2022 | Bermudas                                                   | 6:0 (3:0)                     | Islas Caimán | Academia de Fútbol IMG, Bradenton (Estados Unidos) |                       |
| 19:00 (UTC-5)         | - Nesbeth 8', 90+3' - Christopher 25', 40', 55' - Dill 66' | FIFA Reporte CONCACAF Reporte |              | Árbitra: Cecile Hinds                              | Árbitra: Cecile Hinds |

| 6 de abril de 2022 | Granada | 0:2 (0:0)                     | Islas Caimán              | Kirani James Athletic Stadium, Saint George's |                     |
| 17:00 (UTC-4)      |         | FIFA Reporte CONCACAF Reporte | - 53' Windsor - 86' Godet | Árbitra: Tori Penso                           | Árbitra: Tori Penso |

| 8 de abril de 2022 | República Dominicana | 1:0 (0:0)                     | Bermudas | Estadio Olímpico Félix Sánchez, Santo Domingo |                             |
| 19:00 (UTC-4)      | Kara 87'             | FIFA Reporte CONCACAF Reporte |          | Árbitra: Smeedly Saint-Jean                   | Árbitra: Smeedly Saint-Jean |

| 9 de abril de 2022 | Islas Caimán | 0:9 (0:5)                     | Jamaica                                                                                  | Truman Bodden Sports Complex, George Town |                         |
| 19:00 (UTC-5)      |              | FIFA Reporte CONCACAF Reporte | - 7', 16', 17' Carter - 12' (a.g.) Phillips - 14' Brown - 54', 56', 65' Shaw - 88' McCoy | Árbitra: Melissa Borjas                   | Árbitra: Melissa Borjas |

| 12 de abril de 2022 | Bermudas                                                               | 6:0 (2:0)                     | Granada | Dame Flora Duffy National Sports Centre, Hamilton |                        |
| 19:00 (UTC-3)       | Nesbeth 10', 56', 73' (pen.) · Christopher 23' (pen.), 88' · Davis 78' | FIFA Reporte CONCACAF Reporte |         | Árbitra: Lizzet García                            | Árbitra: Lizzet García |

| 12 de abril de 2022 | Jamaica                                                  | 5:1 (2:1)                     | República Dominicana | Sabina Park, Kingston   |                         |
| 18:00 (UTC-5)       | - Brown 16' - Carter 40' - Cameron 60' - Shaw 79', 90+3' | FIFA Reporte CONCACAF Reporte | 24' González         | Árbitra: Tatiana Guzmán | Árbitra: Tatiana Guzmán |

### Grupo D
| Equipo      | Pts | PJ | PG | PE | PP | GF | GC | Dif |
| ----------- | --- | -- | -- | -- | -- | -- | -- | --- |
| Panamá      | 12  | 4  | 4  | 0  | 0  | 24 | 0  | +24 |
| El Salvador | 9   | 4  | 3  | 0  | 1  | 15 | 3  | +12 |
| Belice      | 4   | 4  | 1  | 1  | 2  | 4  | 15 | -11 |
| Barbados    | 3   | 4  | 1  | 0  | 3  | 3  | 11 | -8  |
| Aruba       | 1   | 4  | 0  | 1  | 3  | 3  | 20 | -17 |

| 16 de febrero de 2022 | El Salvador                                                       | 6:0 (3:0)                     | Belice | Estadio Cuscatlán, San Salvador |                        |
| 15:30 (UTC-6)         | - López 4' - Rodríguez 23', 45+1', 67' - Cerén 55' - K. Reyes 75' | FIFA Reporte CONCACAF Reporte |        | Árbitra: Natalie Simon          | Árbitra: Natalie Simon |

| 17 de febrero de 2022 | Panamá                                                                       | 5:0 (2:0)                     | Barbados | Estadio Rommel Fernández, Ciudad de Panamá |                         |
| 20:00 (UTC-6)         | - Pinzón 41' (pen.) - Riley 45+1', 47' - Batista 84' (pen.) - Castillo 90+5' | FIFA Reporte CONCACAF Reporte |          | Árbitra: Melissa Borjas                    | Árbitra: Melissa Borjas |

| 19 de febrero de 2022 | Aruba         | 1:7 (0:0)                     | El Salvador                                                                            | Estadio Panamericano, San Cristóbal (República Dominicana) |                         |
| 18:30 (UTC-4)         | - Herasme 90' | FIFA Reporte CONCACAF Reporte | - 56' Cerén - 65', 66', 90+3' López - 70' Sánchez - 80' García - 90+2' (pen.) K. Reyes | Árbitra: Marjorie Ponce                                    | Árbitra: Marjorie Ponce |

| 20 de febrero de 2022 | Belice | 0:8 (0:5)                     | Panamá                                                                                         | Estadio Cuscatlán, San Salvador (El Salvador) |                          |
| 15:00 (UTC-6)         |        | FIFA Reporte CONCACAF Reporte | - 11' (pen.) Pinzón - 16', 71' Mills - 25' (pen.), 36', 86' Cedeño - 45' De León - 52' Fuentes | Árbitra: Neressa Goldson                      | Árbitra: Neressa Goldson |

| 22 de febrero de 2022 | Barbados                                                      | 3:1 (2:0)                     | Aruba         | Estadio Panamericano, San Cristóbal (República Dominicana) |                              |
| 19:00 (UTC-4)         | - Toppin-Herbert 4' - Cyrus 34' (pen.) - Burnett-Griffith 90' | FIFA Reporte CONCACAF Reporte | - 68' Susanna | Árbitra: Carly Shaw-MacLaren                               | Árbitra: Carly Shaw-MacLaren |

| 6 de abril de 2022 | Belice            | 1:1 (1:1)                     | Aruba              | FFB Stadium, Belmopán |                      |
| 16:00 (UTC-6)      | Bowden 33' (pen.) | FIFA Reporte CONCACAF Reporte | 24' (pen.) Susanna | Árbitra: Merlin Soto  | Árbitra: Merlin Soto |

| 8 de abril de 2022 | El Salvador                  | 2:0 (2:0)                     | Barbados | Estadio Cuscatlán, San Salvador |                           |
| 15:30 (UTC-6)      | - López 1' - Yard 16' (a.g.) | FIFA Reporte CONCACAF Reporte |          | Árbitra: Saphire Stockman       | Árbitra: Saphire Stockman |

| 9 de abril de 2022 | Aruba | 0:9 (0:6)                     | Panamá                                                                                                 | FFB Stadium, Belmopán (Belice) |                            |
| 16:00 (UTC-6)      |       | FIFA Reporte CONCACAF Reporte | - 8', 19', 45' Batista - 30' Riley - 34' Rangel - 44' (pen.), 64' Cox - 55' Hernández - 68' Villagrand | Árbitra: Diana Pérez Borja     | Árbitra: Diana Pérez Borja |

| 12 de abril de 2022                                                                | Barbados | 0:3 (0:1)                     | Belice                            | Estadio Cuscatlán, San Salvador (El Salvador) |                     |
| 15:30 (UTC-6)                                                                      |          | FIFA Reporte CONCACAF Reporte | - 38' Casimiro - 55', 90+4' Brown | Árbitra: Tori Penso                           | Árbitra: Tori Penso |
| Primeria victoria internacional en la historia de la Selección Femenina de Belice. |          |                               |                                   |                                               |                     |

| 12 de abril de 2022 | Panamá                    | 2:0 (0:0)                     | El Salvador | Estadio Rommel Fernández, Ciudad de Panamá |                             |
| 20:00 (UTC-5)       | - De León 65' - Riley 78' | FIFA Reporte CONCACAF Reporte |             | Árbitra: Ekaterina Koroleva                | Árbitra: Ekaterina Koroleva |

### Grupo E
| Equipo                       | Pts | PJ | PG | PE | PP | GF | GC | Dif |
| ---------------------------- | --- | -- | -- | -- | -- | -- | -- | --- |
| Haití                        | 12  | 4  | 4  | 0  | 0  | 44 | 0  | +44 |
| Cuba                         | 7   | 4  | 2  | 1  | 1  | 17 | 6  | +11 |
| Honduras                     | 7   | 4  | 2  | 1  | 1  | 6  | 7  | -1  |
| San Vicente y las Granadinas | 3   | 4  | 1  | 0  | 3  | 6  | 17 | -11 |
| Islas Vírgenes Británicas    | 0   | 4  | 0  | 0  | 4  | 1  | 44 | -43 |

| 16 de febrero de 2022 | Cuba                                | 3:0 (2:0)                     | San Vicente y las Granadinas | Estadio Antonio Maceo, Santiago de Cuba |                             |
| 15:00 (UTC-5)         | - Lee 19' - Moreno 35' - Peláez 74' | FIFA Reporte CONCACAF Reporte |                              | Árbitra: Smeedly Saint-Jean             | Árbitra: Smeedly Saint-Jean |

| 17 de febrero de 2022 | Haití                                                                              | 6:0 (4:0)                     | Honduras | Estadio Olímpico Félix Sánchez, Santo Domingo (República Dominicana) |                          |
| 17:00 (UTC-4)         | - Surpris 15' - K. Louis 20' - B. Louis 33' (pen.), 50' - Borgella 42' - Jeudy 56' | FIFA Reporte CONCACAF Reporte |          | Árbitra: Danielle Chesky                                             | Árbitra: Danielle Chesky |

| 19 de febrero de 2022 | Islas Vírgenes Británicas | 0:14 (0:6)                    | Cuba | Estadio Francisco Morazán, San Pedro Sula (Honduras) |                           |
| 15:30 (UTC-6)         |                           | FIFA Reporte CONCACAF Reporte | - 10', 23', 45' Peláez - 26', 32', 39', 56', 63', 83' Lee - 57', 79' Valdez - 68' Pérez - 77' Palma - 87' Núñez | Árbitra: Miranada Cibeles                            | Árbitra: Miranada Cibeles |

| 20 de febrero de 2022 | San Vicente y las Granadinas | 0:11 (0:4)                    | Haití | Estadio Antonio Maceo, Santiago de Cuba (Cuba) |                          |
| 15:00 (UTC-5)         |                              | FIFA Reporte CONCACAF Reporte | - 20', 51', 76', 90' Borgella - 22' Jeudy - 34' (pen.) K. Louis - 44', 65' Pierre-Jerome - 61' Moryl - 80' Surpris - 81' Éloissaint | Árbitra: Suleimy Linares                       | Árbitra: Suleimy Linares |

| 22 de febrero de 2022 | Honduras                                           | 4:0 (1:0)                     | Islas Vírgenes Británicas | Estadio Francisco Morazán, San Pedro Sula |                        |
| 15:30 (UTC-6)         | - Díaz 27' - Moncada 47' - Haylock 75' - López 77' | FIFA Reporte CONCACAF Reporte |                           | Árbitra: Lizzet García                    | Árbitra: Lizzet García |

| 6 de abril de 2022 | San Vicente y las Granadinas                                                  | 5:1 (3:0)                     | Islas Vírgenes Británicas | Arnos Vale Stadium, Kingstown |                        |
| 15:00 (UTC-4)      | - A. Richards 7' - Hooper 14' - Wyllie 33' - Delpeche 66' - K. Richards 90+3' | FIFA Reporte CONCACAF Reporte | 61' (a.g.) K. Richards    | Árbitra: Crystal Sober        | Árbitra: Crystal Sober |

| 8 de abril de 2022 | Cuba | 0:0                           | Honduras | Estadio Antonio Maceo, Santiago de Cuba |                          |
| 15:00 (UTC-5)      |      | FIFA Reporte CONCACAF Reporte |          | Árbitra: Karen Hernández                | Árbitra: Karen Hernández |

| 9 de abril de 2022 | Islas Vírgenes Británicas | 0:21 (0:11)                   | Haití | A.O Shirley Recreation Ground, Road Town |                           |
| 16:00 (UTC-4)      |                           | FIFA Reporte CONCACAF Reporte | - 4', 21', 22', 45' Borgella - 6' Etienne - 8', 11', 32' Dumornay - 33', 39', 42', 58', 89' B. Louis - 51' Mondésir - 63', 73', 79' Éloissaint - 77' (pen.) K. Louis - 84', 87', 90' Saint-Félix | Árbitra: Mayary Cartagena                | Árbitra: Mayary Cartagena |

| 12 de abril de 2022 | Honduras                          | 2:1 (1:1)                     | San Vicente y las Granadinas | Estadio Francisco Morazán, San Pedro Sula |                          |
| 15:30 (UTC-6)       | - Haylock 26' - García 53' (pen.) | FIFA Reporte CONCACAF Reporte | - Creese 45+2'               | Árbitra: Myriam Marcotte                  | Árbitra: Myriam Marcotte |

| 12 de abril de 2022 | Haití                                                                                    | 6:0 (1:0)                     | Cuba | Estadio Olímpico Félix Sánchez, Santo Domingo (República Dominicana) |                       |
| 18:00 (UTC-4)       | - Mondésir 23' - Borgella 53' (pen.), 74' - Dumornay 64' - B. Louis 72' - Mena 88' (a.g) | FIFA Reporte CONCACAF Reporte |      | Árbitra: Katia García                                                | Árbitra: Katia García |

### Grupo F
| Equipo                | Pts | PJ | PG | PE | PP | GF | GC | Dif |
| --------------------- | --- | -- | -- | -- | -- | -- | -- | --- |
| Trinidad y Tobago     | 10  | 4  | 3  | 1  | 0  | 19 | 3  | +16 |
| Guyana                | 8   | 4  | 2  | 2  | 0  | 13 | 2  | +11 |
| Nicaragua             | 7   | 4  | 2  | 1  | 1  | 30 | 2  | +28 |
| Dominica              | 3   | 4  | 1  | 0  | 3  | 8  | 17 | -9  |
| Islas Turcas y Caicos | 0   | 4  | 0  | 0  | 4  | 1  | 47 | -46 |

| 16 de febrero de 2022 | Guyana                                                        | 4:0 (3:0)                     | Dominica | Estadio Nacional de Atletismo, Leonora |                       |
| 20:00 (UTC-4)         | - Alfred 17' - Vincent 26' - Cummings 35' - Stoute 63' (a.g.) | FIFA Reporte CONCACAF Reporte |          | Árbitra: Katia García                  | Árbitra: Katia García |

| 17 de febrero de 2022 | Trinidad y Tobago            | 2:1 (1:0)                     | Nicaragua         | Estadio Hasely Crawford, Puerto España |                        |
| 15:00 (UTC-4)         | - James 17' - Ka. Forbes 64' | FIFA Reporte CONCACAF Reporte | - 90+5' Y. Flores | Árbitra: Lizzet García                 | Árbitra: Lizzet García |

| 19 de febrero de 2022 | Islas Turcas y Caicos | 0:7 (0:3)                     | Guyana                                                            | Academia Nacional TCIFA, Providenciales |                          |
| 19:00 (UTC-5)         |                       | FIFA Reporte CONCACAF Reporte | - 10', 40' Hazlewood - 30', 72' Baptiste - 48', 61', 84' El-Masri | Árbitra: Karen Hernández                | Árbitra: Karen Hernández |

| 20 de febrero de 2022 | Dominica | 0:2 (0:1)                     | Trinidad y Tobago         | Estadio Nacional de Atletismo, Leonora (Guyana) |                           |
| 17:00 (UTC-4)         |          | FIFA Reporte CONCACAF Reporte | - 31' James - 58' Serrant | Árbitra: Mayary Cartagena                       | Árbitra: Mayary Cartagena |

| 22 de febrero de 2022 | Nicaragua | 19:0 (7:0)                    | Islas Turcas y Caicos | Estadio Nacional, Managua |                         |
| 19:00 (UTC-6)         | - Aguirre 7' - Pérez 13', 45' - Y. Flores 17', 25', 47', 55', 64', 66' - Humphreys 33' - Rivera 39' - Moreno 50' - Orellana 51' - S. Flores 57' - Márquez 71' - N. Silva 76' - Hernández 79' - Gilday 90', 90+1' | FIFA Reporte CONCACAF Reporte |                       | Árbitra: Annays Rosario   | Árbitra: Annays Rosario |

| 6 de abril de 2022 | Dominica                                                                                      | 8:1 (4:1)                     | Islas Turcas y Caicos | Windsor Park Sports Stadium, Roseau |                         |
| 15:00 (UTC-4)      | - K. Samuel 11' - Humphreys 32', 46', 48' - S. Finn 33', 40' - Bertrand 84' - Riah Philip 90' | FIFA Reporte CONCACAF Reporte | - 45+2' Delphin       | Árbitra: Astrid Gramajo             | Árbitra: Astrid Gramajo |

| 8 de abril de 2022 | Guyana | 0:0                           | Nicaragua | Estadio Nacional de Atletismo, Leonora |                         |
| 20:00 (UTC-4)      |        | FIFA Reporte CONCACAF Reporte |           | Árbitra: Sandra Benítez                | Árbitra: Sandra Benítez |

| 9 de abril de 2022 | Islas Turcas y Caicos | 0:13 (0:7)                    | Trinidad y Tobago | Academia Nacional TCIFA, Providenciales |                         |
| 15:30 (UTC-5)      |                       | FIFA Reporte CONCACAF Reporte | - 6', 17', 82' Ralph - 14' Hutchinson - 33', 45' Ka. Forbes - 35' Stoute - 41' Hinds - 49', 66' Matouk - 72' (pen.), 86' Campbell - 75' Serrant | Árbitra: Annays Rosario                 | Árbitra: Annays Rosario |

| 12 de abril de 2022 | Trinidad y Tobago                 | 2:2 (0:1)                     | Guyana            | Dwight Yorke Stadium, Bacolet |                           |
| 18:00 (UTC-4)       | James 48' (pen.) · Hutchinson 90' | FIFA Reporte CONCACAF Reporte | 45', 82' Cummings | Árbitra: Francia González     | Árbitra: Francia González |

| 12 de abril de 2022 | Nicaragua | 10:0 (5:0)       | Dominica | Estadio Nacional, Managua |                         |
| 18:00 (UTC-6)       | - Y. Flores 2', 19', 31', 53' - Rivera 14' - Gilday 25' - Hernández 49' - N. Silva 58' - Humphreys 71' - M. Silva 87' | CONCACAF Reporte |          | Árbitra: Karitza Guerra   | Árbitra: Karitza Guerra |

### Goleadoras de Fase Preliminar
| Jugadora          | Selección   | Goles |
| ----------------- | ----------- | ----- |
| Roselord Borgella | Haití       | 11    |
| Yessenia Flores   | Nicaragua   | 11    |
| Khadija Shaw      | Jamaica     | 9     |
| Batcheba Louis    | Haití       | 8     |
| Yeranis Lee       | Cuba        | 7     |
| Katty Martínez    | México      | 6     |
| Raquel Rodríguez  | Costa Rica  | 6     |
| Jody Brown        | Jamaica     | 5     |
| Trudi Carter      | Jamaica     | 5     |
| Alicia Cervantes  | México      | 5     |
| Nia Christopher   | Bermudas    | 5     |
| Yoselyn López     | El Salvador | 5     |
| LeiLanni Nesbeth  | Bermudas    | 5     |
| Karina Socarrás   | Puerto Rico | 5     |

## Fase final
El Campeonato Concacaf W México 2022, se jugó entre el 4 y 18 de julio de 2022, lo disputó Canadá, Estados Unidos y los 6 equipos ganadores de la Fase preliminar, estos 8 equipos se dividieron en 2 grupos de 4 selecciones, avanzando los dos mejores de cada grupo, que aseguraron su participación en la Copa Mundial Femenina de 2023, mientras que los dos terceros lugares disputaron el Repechaje rumbo al Mundial femenino 2023.
Las semifinales, el partido por el tercer lugar y la final se disputó a partido único. Las campeonas del torneo aseguraron su pase al Torneo olímpico de fútbol femenino de París 2024 y la nueva Copa Oro Femenina de la CONCACAF, cuya primera edición se realizará en ese mismo año, a ellas se le sumará la selección ganadora del Repechaje olímpico entre el segundo y tercer lugar de este torneo.

### Equipos participantes
| Equipos participantes | Equipos participantes | Equipos participantes | Equipos participantes |
| --------------------- | --------------------- | --------------------- | --------------------- |
| Canadá                | Estados Unidos        | Jamaica               | Panamá                |
| Costa Rica            | Haití                 | México                | Trinidad y Tobago     |

### Sorteo final
El 18 de marzo de 2022, CONCACAF oficializó el procedimiento para el Sorteo del Campeonato Concacaf W a realizarse el 19 de abril a las 19:00 hrs. (UTC-4) en Miami, Estados Unidos, sede de la CONCACAF. Los ocho equipos calificados se ordenarán en cuatro bombos según su posición en el ranking de selecciones de la FIFA de junio de 2021; estando Estados Unidos y Canadá ubicadas en el Bombo 1 y en los Grupos A y B, respectivamente.
| Bombo 1                                                     | Bombo 2                     | Bombo 3                  | Bombo 4                           |
| ----------------------------------------------------------- | --------------------------- | ------------------------ | --------------------------------- |
| Estados Unidos (1, asignada a A1) Canadá (8, asignada a B1) | México (28) Costa Rica (36) | Jamaica (51) Panamá (60) | Haití (62) Trinidad y Tobago (70) |

### Árbitras
La designación de árbitras fue publicada el 21 de junio de 2022.
| Árbitras              |
| --------------------- |
| Marie-Soleil Beaudoin |
| Myriam Marcotte       |
| Marianela Araya       |
| Ekaterina Koroleva    |
| Tori Penso            |
| Astrid Gramajo        |
| Melissa Borjas        |
| Odette Hamilton       |
| Katia García          |
| Francia González      |
| Tatiana Guzmán        |

| Árbitras asistentes | Árbitras asistentes     |
| ------------------- | ----------------------- |
| Chantal Boudreau    | Shirley Perelló         |
| Ivett Santiago      | Jassett Kerr            |
| Lidia Ayala         | Stephanie-Dale Yee Sing |
| Felisha Mariscal    | Enedina Caudillo        |
| Brooke Mayo         | Mayte Chávez            |
| Kathryn Nesbitt     | Karen Díaz              |
| Iris Vail           | Sandra Ramírez          |
| Lourdes Noriega     | Mijensa Rensch          |

| Árbitras asistentes de vídeo | Árbitras asistentes de vídeo |
| ---------------------------- | ---------------------------- |
| Chantal Boudreau             | Shirley Perelló              |
| Carol-Anne Chenard           | Odette Hamilton              |
| Marianela Araya              | Stephanie-Dale Yee Sing      |
| Ekaterina Koroleva           | Enedina Caudillo             |
| Felisha Mariscal             | Mayte Chávez                 |
| Brooke Mayo                  | Karen Díaz                   |
| Kathryn Nesbitt              | Francia González             |
| Tori Penso                   | Sandra Ramírez               |
| Melissa Borjas               | Tatiana Guzmán               |

### Sedes
En diciembre de 2021, Mikel Arriola, presidente de la Liga MX, anunció que el torneo se jugaría en México, y tendría como sede la ciudad de Guadalajara. Posteriormente, el 14 de febrero de 2022, la CONCACAF oficializó a  la zona metropolitana de Monterrey como la sede del torneo.
| Ubicación en México | Nuevo León                         | Guadalupe                                           | San Nicolás de los Garza |
| Monterrey           |                                    |                                                     |                          |
| ------------------- | ---------------------------------- | --------------------------------------------------- | ------------------------ |
| Monterrey           | San Nicolás de los Garza Guadalupe | Estadio del Club de Fútbol Monterrey (Estadio BBVA) | Estadio Universitario    |
| Monterrey           | San Nicolás de los Garza Guadalupe | Capacidad: 53,500                                   | Capacidad: 41,615        |
| Monterrey           | San Nicolás de los Garza Guadalupe |                                                     |                          |

## Símbolos y mercadeo

### Canción oficial
El 19 de abril de 2022, durante el sorteo se presentó la canción oficial del torneo: el tema «Lions», interpretado por los jamaiquinos Skip Marley en colaboración con Cedella Marley.

### Transmisión oficial
| Región / País   | Cadena (s)                         |
| --------------- | ---------------------------------- |
| Canadá          | One Soccer                         |
| Estados Unidos  | Paramount+ / CBS Sports (Inglés)   |
| Estados Unidos  | TUDN USA / Vix (Español)           |
| América Latina  | ESPN / Star+                       |
| Resto del Mundo | Concacaf.com / Youtube de Concacaf |

## Fase de grupos
Durante el sorteo se presentó el calendario con las fechas de los partidos. El 20 de abril se confirmaron los partidos y sus respectivas sedes. El calendario, con los horarios de los partidos, se dio a conocer el 12 de mayo.
     – Clasificadas a Semifinales y clasificadas directamente a la Copa Mundial Femenina de 2023

     – Clasificada a la Repesca Intercontinental.
- Todos los horarios corresponden a la hora local de Nuevo León.

### Grupo A
| Equipo         | Pts. | PJ | PG | PE | PP | GF | GC | Dif. |
| -------------- | ---- | -- | -- | -- | -- | -- | -- | ---- |
| Estados Unidos | 9    | 3  | 3  | 0  | 0  | 9  | 0  | 9    |
| Jamaica        | 6    | 3  | 2  | 0  | 1  | 5  | 5  | 0    |
| Haití          | 3    | 3  | 1  | 0  | 2  | 3  | 7  | -4   |
| México         | 0    | 3  | 0  | 0  | 3  | 0  | 5  | -5   |

| 4 de julio de 2022 | Estados Unidos                | 3:0 (2:0)                     | Haití | Estadio Universitario, San Nicolás de los Garza              |                                                              |
| 18:00 (UTC-5)      | - Morgan 16', 23' - Purce 84' | FIFA Reporte CONCACAF Reporte |       | Asistencia: 5345 espectadores Árbitra: Marie-Soleil Beaudoin | Asistencia: 5345 espectadores Árbitra: Marie-Soleil Beaudoin |

| 4 de julio de 2022 | México | 0:1 (0:1)                     | Jamaica | Estadio Universitario, San Nicolás de los Garza |                         |
| 21:00 (UTC-5)      |        | FIFA Reporte CONCACAF Reporte | 8' Shaw | Árbitra: Tatiana Guzmán                         | Árbitra: Tatiana Guzmán |

| 7 de julio de 2022 | Jamaica | 0:5 (0:2)                     | Estados Unidos                                               | Estadio del Club de Fútbol Monterrey, Guadalupe       |                                                       |
| 18:00 (UTC-5)      |         | FIFA Reporte CONCACAF Reporte | - 5', 8' Smith - 59' Lavelle - 83' (pen.) Mewis - 86' Rodman | Asistencia: 3150 espectadores Árbitra: Melissa Borjas | Asistencia: 3150 espectadores Árbitra: Melissa Borjas |

| 7 de julio de 2022 | Haití                                                   | 3:0 (1:0)                     | México | Estadio del Club de Fútbol Monterrey, Guadalupe          |                                                          |
| 21:00 (UTC-5)      | - Borgella 14' (pen.) - Mondésir 67' (pen.) - Jeudy 78' | FIFA Reporte CONCACAF Reporte |        | Asistencia: 20 522 espectadores Árbitra: Marianela Araya | Asistencia: 20 522 espectadores Árbitra: Marianela Araya |

| 11 de julio de 2022 | Jamaica                                          | 4:0 (1:0)                     | Haití | Estadio del Club de Fútbol Monterrey, Guadalupe |                             |
| 21:00 (UTC-5)       | - Carter 26' - Shaw 58', 70' (pen.) - Spence 79' | FIFA Reporte CONCACAF Reporte |       | Árbitra: Ekaterina Koroleva                     | Árbitra: Ekaterina Koroleva |

| 11 de julio de 2022 | Estados Unidos | 1:0 (0:0)                     | México | Estadio Universitario, San Nicolás de los Garza |                          |
| 21:00 (UTC-5)       | Mewis 90'      | FIFA Reporte CONCACAF Reporte |        | Árbitra: Myriam Marcotte                        | Árbitra: Myriam Marcotte |

### Grupo B
| Equipo            | Pts. | PJ | PG | PE | PP | GF | GC | Dif. |
| ----------------- | ---- | -- | -- | -- | -- | -- | -- | ---- |
| Canadá            | 9    | 3  | 3  | 0  | 0  | 9  | 0  | 9    |
| Costa Rica        | 6    | 3  | 2  | 0  | 1  | 7  | 2  | 5    |
| Panamá            | 3    | 3  | 1  | 0  | 2  | 1  | 4  | -3   |
| Trinidad y Tobago | 0    | 3  | 0  | 0  | 3  | 0  | 11 | -11  |

| 5 de julio de 2022 | Costa Rica                                          | 3:0 (2:0)                     | Panamá | Estadio del Club de Fútbol Monterrey, Guadalupe |                          |
| 18:00 (UTC-5)      | - R. Rodríguez 6' - Salas 24' - Alvarado 60' (pen.) | FIFA Reporte CONCACAF Reporte |        | Árbitra: Odette Hamilton                        | Árbitra: Odette Hamilton |

| 5 de julio de 2022 | Canadá                                                                      | 6:0 (1:0)                     | Trinidad y Tobago | Estadio del Club de Fútbol Monterrey, Guadalupe |                       |
| 21:00 (UTC-5)      | - Sinclair 27' - Grosso 67', 79' - Fleming 84' - Beckie 86' - Huitema 90+1' | FIFA Reporte CONCACAF Reporte |                   | Árbitra: Katia García                           | Árbitra: Katia García |

| 8 de julio de 2022 | Trinidad y Tobago | 0:4 (0:3)                     | Costa Rica                                                 | Estadio Universitario, San Nicolás de los Garza |                           |
| 18:00 (UTC-5)      |                   | FIFA Reporte CONCACAF Reporte | - 18', 44' Granados - 33' (a.g.) Hutchinson - 48' Alvarado | Árbitra: Francia González                       | Árbitra: Francia González |

| 8 de julio de 2022 | Panamá | 0:1 (0:0)                     | Canadá       | Estadio Universitario, San Nicolás de los Garza |                     |
| 21:00 (UTC-5)      |        | FIFA Reporte CONCACAF Reporte | - 64' Grosso | Árbitra: Tori Penso                             | Árbitra: Tori Penso |

| 11 de julio de 2022 | Canadá                     | 2:0 (1:0)                     | Costa Rica | Estadio del Club de Fútbol Monterrey, Guadalupe |                          |
| 18:00 (UTC-5)       | - Fleming 5' - Schmidt 69' | FIFA Reporte CONCACAF Reporte |            | Árbitra: Odette Hamilton                        | Árbitra: Odette Hamilton |

| 11 de julio de 2022 | Panamá  | 1:0 (1:0)                     | Trinidad y Tobago | Estadio Universitario, San Nicolás de los Garza |                         |
| 18:00 (UTC-5)       | Cox 43' | FIFA Reporte CONCACAF Reporte |                   | Árbitra: Astrid Gramajo                         | Árbitra: Astrid Gramajo |

## Fase de eliminatorias

### Cuadro de desarrollo
|  | Semifinales    | Semifinales |                |   | Final | Final |
|  |                |             |                |   |       |       |
|  |                |             |                |   |       |       |
|  |                |             |                |   |       |       |
|  | Estados Unidos | 3           |                |   |       |       |
|  | Estados Unidos | 3           |                |   |       |       |
|  | Costa Rica     | 0           |                |   |       |       |
|  | Costa Rica     | 0           | Estados Unidos | 1 |       |       |
|  |                |             | Estados Unidos | 1 |       |       |
|  |                | Canadá      | 0              |   |       |       |
|  | Canadá         | Canadá      | 0              | 3 |       |       |
|  | Canadá         |             |                | 3 |       |       |
|  | Jamaica        | 0           |                |   |       |       |
|  | Jamaica        | 0           | Tercer lugar   |   |       |       |
|  |                |             |                |   |       |       |
|  |                |             |                |   |       |       |
|  |                |             |                |   |       |       |
|  | Costa Rica     | 0           |                |   |       |       |
|  | Costa Rica     | 0           |                |   |       |       |
|  | Jamaica (t.s.) | 1           |                |   |       |       |

### Semifinales
| 14 de julio de 2022 | Estados Unidos                             | 3:0 (2:0)                     | Costa Rica | Estadio Universitario, San Nicolás de los Garza |                         |
| 18:00 (UTC-5)       | - Sonnett 34' - Pugh 45+3' - Sanchez 90+5' | FIFA Reporte CONCACAF Reporte |            | Árbitra: Astrid Gramajo                         | Árbitra: Astrid Gramajo |

| 14 de julio de 2022 | Canadá                                 | 3:0 (1:0)                     | Jamaica | Estadio Universitario, San Nicolás de los Garza |                         |
| 21:00 (UTC-5)       | - Fleming 18' - Chapman 64' - Leon 76' | FIFA Reporte CONCACAF Reporte |         | Árbitra: Melissa Borjas                         | Árbitra: Melissa Borjas |

### Tercer puesto
| 18 de julio de 2022 | Costa Rica | 0:1 (0:0, 0:0) (t. s.)        | Jamaica           | Estadio del Club de Fútbol Monterrey, Guadalupe |                                |
| 18:00 (UTC-5)       |            | FIFA Reporte CONCACAF Reporte | - 112' Van Zanten | Árbitra: Marie-Soleil Beaudoin                  | Árbitra: Marie-Soleil Beaudoin |

### Final
| 18 de julio de 2022 | Estados Unidos      | 1:0 (0:0)                     | Canadá | Estadio del Club de Fútbol Monterrey, Guadalupe       |                                                       |
| 21:00 (UTC-5)       | - Morgan 78' (pen.) | FIFA Reporte CONCACAF Reporte |        | Asistencia: 17 247 espectadores Árbitra: Katia García | Asistencia: 17 247 espectadores Árbitra: Katia García |

|                                   |
| Bandera de Estados Unidos         |
| Campeón Estados Unidos 9.º título |

## Estadísticas

### Tabla general
| Equipo | Equipo            | Pts. | PJ | PG | PE | PP | GF | GC | Dif. |
| ------ | ----------------- | ---- | -- | -- | -- | -- | -- | -- | ---- |
| 1      | Estados Unidos    | 15   | 5  | 5  | 0  | 0  | 13 | 0  | +13  |
| 2      | Canadá            | 12   | 5  | 4  | 0  | 1  | 12 | 1  | +11  |
| 3      | Jamaica           | 9    | 5  | 3  | 0  | 2  | 6  | 8  | -2   |
| 4      | Costa Rica        | 6    | 5  | 2  | 0  | 3  | 7  | 6  | +1   |
| 5      | Panamá            | 3    | 3  | 1  | 0  | 2  | 1  | 4  | -3   |
| 6      | Haití             | 3    | 3  | 1  | 0  | 2  | 3  | 7  | -4   |
| 7      | México            | 0    | 3  | 0  | 0  | 3  | 0  | 5  | -5   |
| 8      | Trinidad y Tobago | 0    | 3  | 0  | 0  | 3  | 0  | 11 | -11  |

### Goleadoras
| Jugadora           | Selección      | Goles | Asist. | Min. |
| ------------------ | -------------- | ----- | ------ | ---- |
| Julia Grosso       | Canadá         | 3     | 1      | 174  |
| Khadija Shaw       | Jamaica        | 3     | 1      | 362  |
| Alex Morgan        | Estados Unidos | 3     | 0      | 347  |
| Jessie Fleming     | Canadá         | 3     | 0      | 413  |
| Cristin Granados   | Costa Rica     | 2     | 1      | 411  |
| Katherine Alvarado | Costa Rica     | 2     | 1      | 419  |
| Kristie Mewis      | Estados Unidos | 2     | 0      | 91   |
| Sophia Smith       | Estados Unidos | 2     | 0      | 319  |

| Janine Beckie      | Canadá         | 1 |
| Allysha Chapman    | Canadá         | 1 |
| Jordyn Huitema     | Canadá         | 1 |
| Adriana Leon       | Canadá         | 1 |
| Sophie Schmidt     | Canadá         | 1 |
| Christine Sinclair | Canadá         | 1 |
| Raquel Rodríguez   | Costa Rica     | 1 |
| María Paula Salas  | Costa Rica     | 1 |
| Rose Lavelle       | Estados Unidos | 1 |
| Mallory Pugh       | Estados Unidos | 1 |
| Margaret Purce     | Estados Unidos | 1 |
| Trinity Rodman     | Estados Unidos | 1 |
| Ashley Sanchez     | Estados Unidos | 1 |
| Emily Sonnett      | Estados Unidos | 1 |
| Roselord Borgella  | Haití          | 1 |
| Sherly Jeudy       | Haití          | 1 |
| Nérilia Mondésir   | Haití          | 1 |
| Trudi Carter       | Jamaica        | 1 |
| Drew Spence        | Jamaica        | 1 |
| Kalyssa Van Zanten | Jamaica        | 1 |
| Marta Cox          | Panamá         | 1 |

## Premios y reconocimientos
| Premio               |  | Jugadora         | Selección      |
| -------------------- |  | ---------------- | -------------- |
| Balón de Oro         |  | Alex Morgan      | Estados Unidos |
| Bota de Oro          |  | Julia Grosso     | Canadá         |
| Guante de Oro        |  | Kailen Sheridan  | Canadá         |
| Mejor Jugadora Joven |  | Melchie Dumornay | Haití          |

| Premio                                |  | Selección |
| ------------------------------------- |  | --------- |
| Premio al Juego Limpio de la CONCACAF |  | Canadá    |

### Equipo estelar
| Portera         | Defensoras                                  | Mediocampistas                                           | Delanteras                            |
| --------------- | ------------------------------------------- | -------------------------------------------------------- | ------------------------------------- |
| Kailen Sheridan | Becky Sauerbrunn Vanessa Gilles Naomi Girma | Melchie Dumornay Rose Lavelle Jessie Fleming Drew Spence | Julia Grosso Alex Morgan Khadija Shaw |

### Jugadora del partido
| Fase de grupos - Fecha 1 | Fase de grupos - Fecha 1 | Fase de grupos - Fecha 2 | Fase de grupos - Fecha 2 | Fase de grupos - Fecha 3 | Fase de grupos - Fecha 3 | Fase de eliminatorias | Fase de eliminatorias |
| Jugadora                 | Partido                  | Jugadora                 | Partido                  | Jugadora                 | Partido                  | Jugadora              | Partido               |
| ------------------------ | ------------------------ | ------------------------ | ------------------------ | ------------------------ | ------------------------ | --------------------- | --------------------- |
| Alex Morgan              | 3:0                      | Sophia Smith             | 0:5                      | Jessie Fleming           | 2:0                      | Rose Lavelle          | 3:0                   |
| Khadija Shaw             | 0:1                      | Sherly Jeudy             | 3:0                      | Marta Cox                | 1:0                      | Adriana Leon          | 3:0                   |
| Raquel Rodríguez         | 3:0                      | Cristin Granados         | 0:4                      | Khadija Shaw             | 4:0                      | Rebecca Spencer       | 0:1                   |
| Julia Grosso             | 6:0                      | Julia Grosso             | 0:1                      | Jimena López             | 1:0                      | Alex Morgan           | 1:0                   |

## Clasificadas a laCopa Mundial Femenina de Australia/Nueva Zelanda 2023
Cuatro equipos de Concacaf clasificaron a través del Campeonato Concacaf W 2022.
Haití y Panamá clasificaron a la Copa Mundial Femenina de 2023 a través del Torneo de Repesca Intercontinental.
| Bandera de Estados Unidos | Bandera de Costa Rica | Bandera de Canadá     | Bandera de Jamaica    |
| Estados Unidos            | Costa Rica            | Canadá                | Jamaica               |
| Clasificado: 07/07/22     | Clasificado: 08/07/22 | Clasificado: 08/07/22 | Clasificado: 11/07/22 |

## Repechaje olímpico
Canadá (subcampeona) y Jamaica (ganadora del partido por el tercer puesto) disputaron un repechaje en busca del segundo boleto disponible a los Juegos Olímpicos y a la Copa Oro W 2024. Canadá, la ganadora de la serie de repechaje, se unió a Estados Unidos (campeona absoluta del Campeonato Concacaf W 2022) como representantes de la confederación.

| Equipo 1 | Resultado | Equipo 2 | Ida | Vuelta |
| -------- | --------- | -------- | --- | ------ |
| Jamaica  | 1–4       | Canadá   | 0–2 | 1–2    |

| 22 de septiembre de 2023 | Jamaica | 0:2 (0:1) | Canadá                  | Independence Park, Kingston |                             |
| 19:00 (UTC-5)            |         | Reporte   | 18' Prince · 90+3' Leon | Árbitra: Ekaterina Koroleva | Árbitra: Ekaterina Koroleva |

| 26 de septiembre de 2023 | Canadá                    | 2:1 (1:1) | Jamaica    | BMO Field, Toronto    |                       |
| 19:00 (UTC-4)            | Lacasse 39' · Huitema 50' | Reporte   | Spence 33' | Árbitra: Katia García | Árbitra: Katia García |

## Clasificadas a losJuegos Olímpicos de París 2024y a laCopa Oro Femenina 2024
| Bandera de Estados Unidos | Bandera de Canadá     |
| Estados Unidos            | Canadá                |
| Clasificado: 18/07/22     | Clasificado: 26/09/23 |